# Smilovice (Staňkovice)
Smilovice (německy Smilowitz) jsou malá vesnice, část obce Staňkovice v okrese Kutná Hora. Nachází se asi 2,5 kilometru západně od Staňkovic. Smilovice leží v katastrálním území Smilovice u Staňkovic o rozloze 3,66 km². V katastrálním území Smilovice u Staňkovic leží i Chlum.

## Historie
První písemná zmínka o vesnici pochází z roku 1226.

## Pamětihodnosti
- Boží muka stojí při cestě do Chlumu